# Весёлое (Молочанская городская община)
Весёлое (укр. Веселе) — село,
Молочанская городская община,
Пологовский район,
Запорожская область,
Украина.
Код КОАТУУ — 2325282802. Население по переписи 2001 года составляло 430 человек.

## Географическое положение
Село Весёлое находится на расстоянии в 3,5 км от села Запорожье и в 5-и км от города Токмак.

## История
- 1930 год — дата основания.